# James McGee (Eishockeyspieler)
James „Jim“ Aloysius McGee (* 16. Mai 1879 in Ottawa, Ontario; † 14. Mai 1904 ebenda) war ein kanadischer Sportler, der vor allem als Canadian-Football- und Eishockey-Spieler bekannt war. Mit dem Ottawa Hockey Club gewann er 1904 den Stanley Cup. Er verstarb 1904 an den Folgen eines Reitunfalls.

## Familie
James McGee entstammt einer einflussreichen Familie. Sein Vater war John Joseph McGee, der von 1882 bis 1907 als Clerk of the Privy Council und damit als höchster Staatsbeamter Kanadas tätig war. John Joseph McGee war 1863 aus Irland nach Kanada immigriert und folgte damit dem Wunsch seines Halbbruders Thomas D’Arcy McGee, der wiederum als einer der Väter der Konföderation gilt. John Joseph McGee heiratete Elizabeth Crotty, mit der er sechs Söhne und drei Töchter hatte. Einer von James’ fünf Brüdern, Frank McGee, gewann gemeinsam mit James den Stanley Cup und gilt als einer der besten Eishockeyspieler seiner Zeit.

## Leben
James McGee besuchte die Universität Ottawa sowie das jesuitische Loyola College (heute Concordia University) in Montréal. Nach dem College war er für die Canada Atlantic Railway tätig, ehe er, wenige Monate vor seinem Tod, eine Arbeit beim Geological Survey of Canada aufnahm.
McGee galt bereits seit seiner College-Zeit als herausragender Sportler, in der er mit den Ottawa College Rugby Fifteen mehrfach die Meisterschaft gewann. Im Anschluss spielte er für den Ottawa Football Club (bekannt als Ottawa Rough Riders) Canadian Football und führte die Mannschaft als Kapitän an. Zudem war McGee (gemeinsam mit seinem Bruder Frank) für den Ottawa Hockey Club aktiv und gewann mit der Mannschaft in der Saison 1903/1904 den Stanley Cup. James McGee spielte dabei auf der Verteidigerposition. Ferner betrieb er Rudern im Ottawa Rowing Club.
Kurz nach dem Gewinn des Stanley Cups stürzte McGee, am 9. Mai 1904, bei einem Ausritt von seinem Pferd. Er verbrachte fünf Tage in einem Krankenhaus von Ottawa, bei dem sich sein Delir nicht besserte, und verstarb schließlich am 14. Mai 1904. Bei seiner Beerdigung waren zahlreiche Prominente anwesend, unter anderem Wilfrid Laurier, Premierminister Kanadas, sowie Charles Fitzpatrick, Richter des Obersten Gerichtshofes.